# Советский район (Тула)
Советский район — район города Тулы, находящийся в центральной части города.
В рамках организации местного самоуправления с 2015 года после упразднения с 1 января 2015 года Ленинского муниципального района образует Советский территориальный округ единого муниципального образования город Тула.

## Население района
| 1979    | 1989    | 2002    | 2009    | 2010    | 2012    | 2013    |
| ------- | ------- | ------- | ------- | ------- | ------- | ------- |
| 85 649  | ↗98 417 | ↘77 772 | ↘70 680 | ↗73 074 | ↗73 447 | ↘72 577 |
| 2014    | 2015    | 2016    | 2017    | 2018    | 2019    | 2020    |
| ↘72 313 | ↘71 858 | ↘71 351 | ↘70 537 | ↘69 846 | ↘69 222 | ↘68 537 |
| 2021    |         |         |         |         |         |         |
| ↘64 218 |         |         |         |         |         |         |

В районе проживает около 80 тысяч жителей (43,9 % — мужчины, 56,1 % — женщины).

## География
Советский район расположен в центральной части города. На севере граничит с Зареченским, на западе и юге — с Привокзальным, на востоке — с Центральным районами города. Площадь территории района составляет 4,7 км².

## Территориальный округ
В состав Советского территориального округа, организованного в 2015 году в рамках МО г. Тула, входит Советский район города Тулы.

## История

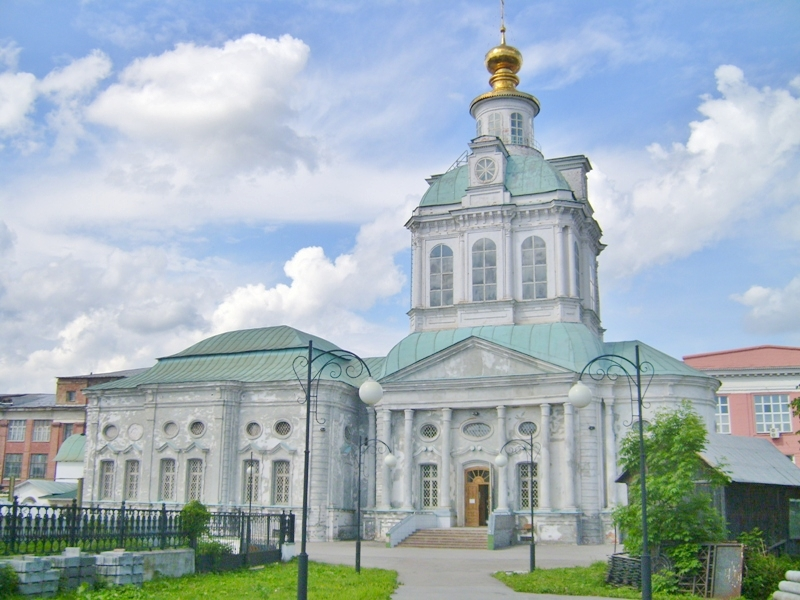
Храм Флора и Лавра

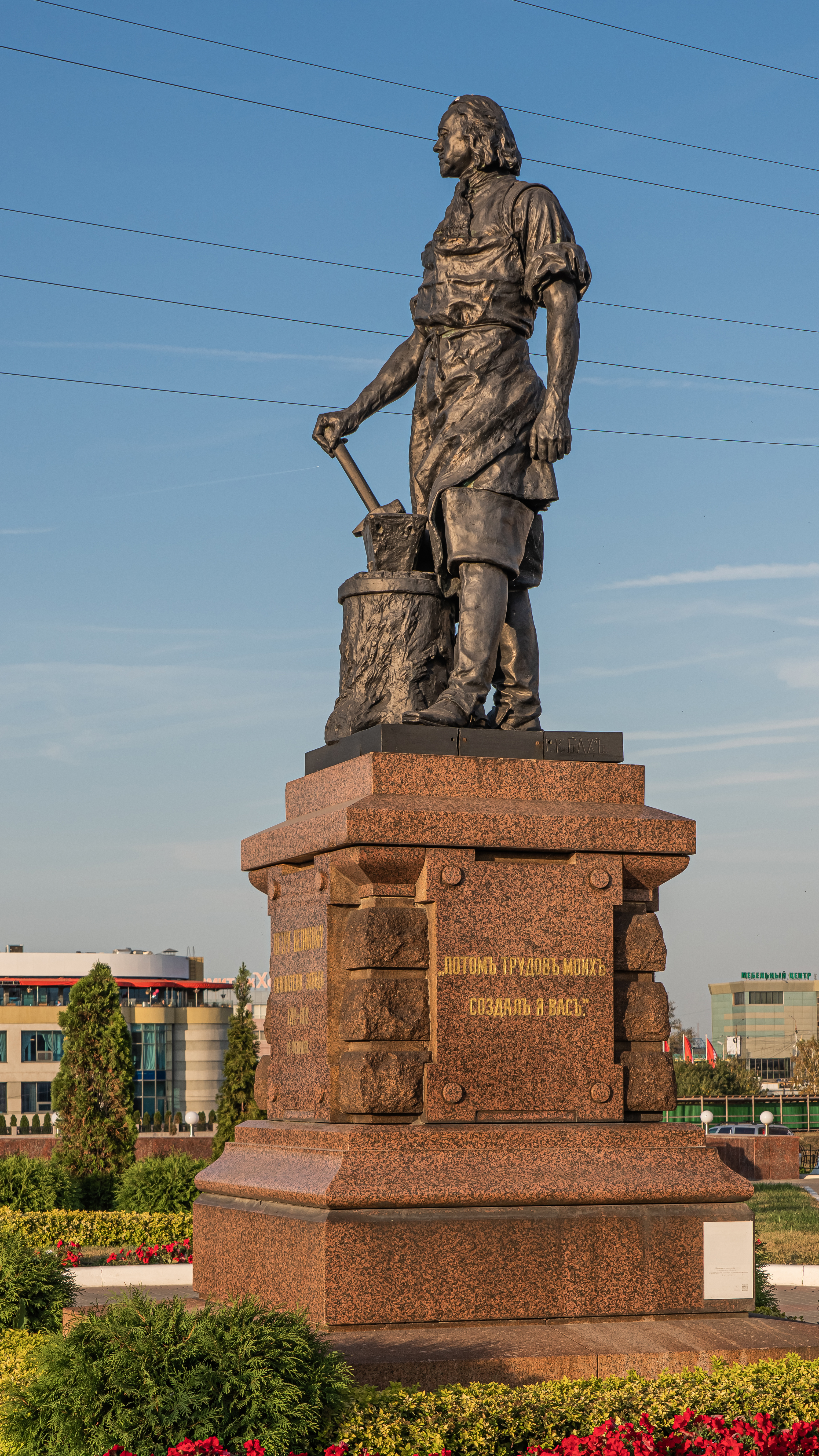
Памятник Петру I у входа в Тульский оружейный завод

По времени своего образования — это самый молодой район города: он был сформирован в 1977 году за счёт территории Привокзального района.

## Транспорт
В Советском районе действует трамвайный (3, 5, 8, 9, 10, 12, 14 маршруты), троллейбусный (1, 2, 4, 5, 11 маршруты) и автобусный (1, 11, 12, 18, 25, 26, 28, 28Т маршруты) транспорт.

## Предприятия
Крупнейшими предприятия района являются ОАО АК «Туламашзавод», ОАО «Тулаточмаш».

## Храмы
В Советском районе располагаются 8 действующих православных храмов:
1. Храм Николы на Ржавце (ул. Революции, 6-б) (1749)
2. Храм Святых Флора и Лавра (ул. Мосина, 16) (1772—1796)
3. Петропавловский храм (ул. Ленина, 28) (1833—1838)
4. Храм Александра Невского (ул. Софии Перовской, 5) (1886)
5. Храм Серафима Саровского (ул. Ф. Энгельса, 32) (1905)
6. Ильинская церковь (ул. Коминтерна, 6) (1739—1760)
7. Храм Равноапостольного князя Владимира (территория Машзавода)
8. Храм Праведного Иоанна Кронштадтского (территория Ваныкинской больницы)

Рядом с Ильинским храмом находится церковь Успения Пресвятой Богородицы (1733), которая используется как склад. В Советском районе находится и Владимирская церковь на пересечении улиц Ленина и Братьев Жабровых, которая в настоящее время перестроена и занята под учреждения.

## Достопримечательности
- Памятник Петру Первому (1912) — ранее располагался во дворе Оружейного завода. Ныне стоит около административного здания завода.
- Памятник С. И. Мосину (1958) — в сквере на пересечении улиц Советской и Металлистов.
- Памятник Александру Чекалину — на ул. Бундурина во дворе интерната для глухонемых.
- Памятник тулякам-афганцам, известный как «Чёрный тюльпан» — установлен в 1993 году на месте пересечения ул. Каминского и ул. Демонстрации.